# Valeriana reitziana
Valeriana reitziana là một loài thực vật có hoa trong họ Kim ngân. Loài này được Borsini miêu tả khoa học đầu tiên năm 1962.